# NHL 07
NHL 07 – gra komputerowa o tematyce hokejowej, stworzona przez EA Canada oraz EA Montreal, wydana przez EA Sports. W Polsce, tak jak i w całej Europie gra ukazała się w sklepach 22 września 2006 roku, w USA 12 września, a w Australii 21 września.
NHL 07 jest szesnastą grą z serii NHL i dwunastą grą z tej serii w trójwymiarze.

## Rozgrywka
W porównaniu z poprzednią grą z serii wprowadzono kilka zmian. Poprawiono grywalność oraz sterowanie. Komentatorami są Gary Thorne i Bill Clement. Oprócz północnoamerykańskiej ligi NHL gracz może wziąć udział w rozgrywkach czterech innych lig europejskich – Deutsche Eishockey-Liga (Niemcy), Elitserien (Szwecja), SM-liiga (Finlandia) oraz Tipsport Extraliga (Czechy).

## Ścieżka dźwiękowa
- Anti-Flag – „This Is the End (For You My Friend)”
- Bloodpit – „Platitude”
- Cute Is What We Aim For – „There’s a Class for This”
- Gatsbys American Dream – „Theatre”
- Good Riddance – „Darkest Days”
- Goodnight Nurse – „My Only”
- Hurt – „Unkind”
- Inkwell – „Equador Is Lovely This Time of Year”
- Mashlin – „The Shore”
- Mobile – „Montreal Calling”
- NOFX – „Wolves in Wolves’ Clothing”
- Pilate – „Barely Listening”
- Pistolita – „Beni Accident”
- Priestess – „Talk to Her”
- Protest the Hero – „Divinity Within”
- Quietdrive – „Rise From The Ashes”
- The Hellacopters – „Bring It on Home”